# Hellas Sat 2
Hellas Sat 2 — штучний супутник, який належить грецькому оператору Hellas Sat. Запущений у космос 13 травня 2003 року.
Розташований на геостаціонарній орбіті (над екватором) на 39° східної довготи. Станція передає телевізійний сигнал (в тому числі HDTV) та дані (шляхом надання послуг доступу до мережі Інтернет) для кінцевих користувачів в Європі і частково Північній Африці та на Близькому Сході. Ним користуються 35 відкритих телевізійних станцій і близько 45 радіостанцій.

## Незашифроване телевізійне мовлення
| грецькою мовою - 4E Hellas Orthodox TV - 902 Tileorasi - ANT1 World - Channel 10 - ERT World - Gnet - Kanali Voulis - Mad TV - RIK Sat (Кіпр) - Tele Asty | арабською мовою - Reform TV - The Media Office | болгарською мовою - City TV - Kanal 3 - MM - Planeta Folk TV - Re: TV - The Voice Bulgaria - TV SKAT | румунською мовою - Etno TV - Euro Channel - Taraf TV |